# Jane Wichers
Jenny Cornelia Henriette (Jane) Wichers (Tarutung, 19 januari 1895 – Den Haag, 24 augustus 1969) was een Nederlands beeldhouwer en medailleur.

## Leven en werk
Jane Wichers, lid van de familie Wichers, werd geboren in Nederlands-Indië als dochter van Hendrik Arend Ludolf Wichers (1851-1911), luitenant-kolonel in het Oost-Indisch Leger, en van Jenny Cornelia van Ophuijsen (1862-1941). Jane woonde als kind een aantal jaren met haar ouders in Nederland, maar keerde na het overlijden van haar vader met haar moeder terug naar Nederlands-Indië, waar ze woonde in Bandung. 
Vanaf 1927 woonde Wichers in Den Haag, met een onderbreking van een aantal oorlogsjaren in Zeist (1942-1945). Ze kreeg les van de beeldhouwers Toon Dupuis en Albert Termote. Ze maakte veelal kleinplastieken, waaronder kinderportretten, en penningen. In 1936 maakte ze in opdracht van de Vereniging voor Penningkunst een penning ter gelegenheid van de 60e verjaardag van haar leermeester Dupuis. De voorzijde toont zijn portret, de keerzijde toont zijn handen met hamer en boordijzer. 
Voor het medaillonportret dat ze in 1939 maakte van prinses Beatrix, bezocht ze een aantal malen Paleis Soestdijk. Lodewijk Bruckman schilderde in 1940 het portret van Wichers. In 1955 exposeerde Jane met haar broer, de schilder Hal Wichers, in hotel Des Pays Bas in Terneuzen.
Wichers overleed op 74-jarige leeftijd.

## Enkele werken
- 1936 penning Toon Dupuis, tweede penning van de Vereniging voor Penningkunst.
- 1939 bronzen medaillon met portret van prinses Beatrix, Prinses Beatrixplein in Roosendaal.
- 1946 ontwerp van een naakte man voor een oorlogsmonument bij de Oude Kerk in Zoetermeer. Architect Jan Buijs had geadviseerd haar de opdracht te geven, na een aantal jaren ontwierp hij zelf het uiteindelijke monument.[8]

- Biografisch Portaal: 94216536
- RKD-Nederlands Instituut voor Kunstgeschiedenis: 93144